# ТЕС Амал
18°19′59″ пн. ш. 55°41′8″ сх. д. / 18.33306° пн. ш. 55.68556° сх. д.
ТЕС Амал — теплова електростанція на півдні Омана, котра відноситься до комплексу об'єктів нафтового родовища Амал.
У 2012 році на проекті Амал ввели в експлуатацію дві газові турбіни потужністю по 126 МВт. Невдовзі їх під'єднали до одного котла-утилізатора, проте не з метою створення комбінованого парогазового циклу по виробництву електроенергії, а задля продукування технологічної пари. Остання необхідна для прогрівання нафтових покладів, що дозволяє збільшити видобуток в'язкої нафти.
Як паливо турбіни використовують газ, постачений із трубопроводу South Oman Gas Line (майданчик станції розташований впритул з його трасою).
Електроенергія може використовуватись не лише у комплексі Амал, але й передаватись іншим споживачам за допомогою електромережі, розрахованої на роботу під напругою 132 кВ.
Варто відзначити, що ТЕС забезпечує лише частину потреби проекту Амал у парі, при цьому у другій половині 2010-х останню почали виробляти за допомогою сонячних теплових станцій.